# سینمای اسرائیل
سینمای اسرائیل (عبری: קולנוע ישראלי‎) به تولید فیلم در اسرائیل از زمان تشکیل این کشور در سال ۱۹۴۸ اشاره دارد. بیشتر فیلم‌های اسرائیلی به عبری ساخته می‌شوند. اسرائیل تاکنون بیش از هر کشوری در خاور میانه نامزد جایزه اسکار بهترین فیلم خارجی‌زبان شده‌است.

## جشنواره‌های سینمایی
جشنواره‌های بین‌المللی فیلم اصلی در اسرائیل، جشنواره فیلم اورشلیم و جشنواره فیلم حیفا هستند.

## جوایز سینمایی
- جایزه اوفیر
- جایزه وُلگین